# Tchizé dos Santos
Welwitschea Abrantes José dos Santos (Luanda, 1978), mais conhecida como Tchizé dos Santos, é uma comunicadora social, empresária e política angolana. Possui também nacionalidade portuguesa.

## Biografia
É filha do ex-presidente angolano José Eduardo dos Santos com Maria Luísa Perdigão Abrantes. Licenciada em comunicação social pela Universidade Londres Regent’s, no Reino Unido. Fala cinco idiomas, sendo: português, inglês, francês, italiano e espanhol. Desde cedo Tchizé dos Santos se destacou em várias áreas de actuação, com destaque para cultura e media production. Foi co-produtora de conteúdos para a brasileira TV Record, que atingiram recordes de audiência naquele país e para a TV Globo Internacional, uma das maiores estações de televisão do mundo.

### Carreira
Fundadora da versão angolana da revista internacional "CARAS", publicada igualmente em Portugal, na Argentina e no Brasil, e técnica responsável pela concepção e lançamento da TPA Internacional, o único canal de televisão internacional de Angola. É conhecida por ter o Midas touch das audiências quer na TV, quer na imprensa escrita, quer nas redes sociais.
No sector desportivo, chegou ao topo da administração desportiva, quando foi a primeira mulher a ser eleita presidente de um clube desportivo da primeira divisão, o Sport Luanda e Benfica, levando o mesmo pela primeira vez ao terceiro lugar do Campeonato Nacional Girabola de 2009. Recebeu o prémio de desporto de Angola, como "Dirigente Desportivo Destaque" do país no ano de 2009 (Gala Rádio 5). Contudo, deixou o clube em 2013 por dificuldades financeiras em sua administração.
É figura também da filantropia, tendo sido Vice-Presidente do Comité Paralímpico Angolano, do LIDE Mulher, da ONG internacional FOCOA, sediada em Washington, DC nos EUA, e mentora e fundadora da TEA CLUB, uma associação civil constituída por jovens.
No sector empresarial, destacou-se na área da produção, comunicação e entretenimento, sendo co-fundadora de empresas que produziram 2 novelas nomeadas ao Prémio Emmy Internacional e exibidas em países de 3 continentes (África, Europa e Américas), bem como documentários e filmes nomeados e premiados em festivais internacionais da especialidade.
Na política, foi eleita pelas bases do partido Movimento Popular de Libertação de Angola (MPLA) em diversas votações, até chegar a estruturas de direção de organizações de base estratégicas, como o Comité Nacional da Organização da Mulher Angolana (OMA), a Comissão Executiva do Comité Provincial de Luanda e tendo sido eleita pela primeira vez deputada à Assembleia Nacional aos 28 anos de idade, re-eleita em 2012, e pela terceira vez em 2017 para um mandato encerrado em 2022.
Em 2017, dos Santos foi a mais nova deputada a ser eleita em plenário da Assembleia Nacional, por unanimidade, para o cargo de primeira vice-presidente do Grupo de Mulheres Parlamentares de Angola, do qual são membros todas as deputadas de todos os partidos políticos e coligação com assento no parlamento.

## Vida pessoal
Foi casada, entre 2002 e 2015, com Hugo André Nobre Pêgo, tendo no relacionamento dois filhos.